# Myospila squalens
Myospila squalens är en tvåvingeart som först beskrevs av Walker 1859.  Myospila squalens ingår i släktet Myospila och familjen husflugor. Inga underarter finns listade i Catalogue of Life.